# Franchi Ripuari

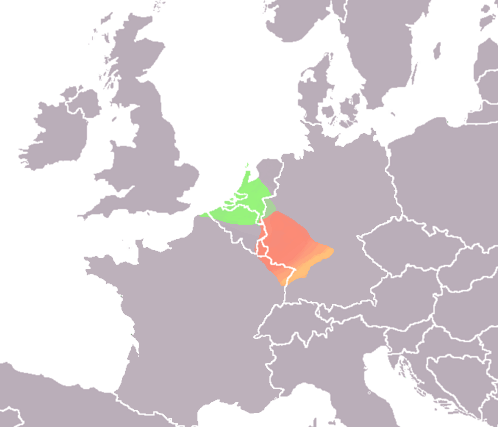
La popolazione dei Franchi Sali in verde, quella dei Franchi Ripuari in arancione.

I Franchi Ripuari (o semplicemente Ripuari) furono i Franchi che abitarono lungo il medio corso del Reno in epoca romana.

## Etnonimo
Secondo Walter Copland Perry il nome Ripuari, e le varianti Ripaurii e Riparii, potrebbe derivare dalla parola romana ripa (che in latino indica la riva di un fiume), per indicare le persone che abitavano lungo il Reno, nonostante questa etimologia sia considerata dubbia da altri storici. In generale il termine Ripuari si riferisce agli abitatori del fiume Reno, e potrebbe essere stato usato per differenziarli dai Franchi Sali (i Franchi del Sal, il fiume IJssel, o i Franchi del mare salato). Il primo oscuro riferimento ai Ripuari è stato attribuito a Giordane, lo storico dei Goti. Giordane li cita nel suo De origine actibusque Getarum (Origine ed azioni dei Goti), databile approssimativamente al 551, quando elencò i Ripuari tra gli alleati di Ezio durante la battaglia dei Campi Catalaunici, in una tribù di ausiliari:
(Giordane, De origine actibusque Getarum, 551 d.C., v.191)

## Storia
Il popolo che divenne famoso con il nome di Ripuari, probabilmente costituiva l'esercito Franco che fu sconfitto dall'imperatore Massimiano nella battaglia di Treviri. Iniziarono a popolare le regioni dall'Andernach fino al Reno durante il V secolo, prendendo possesso di Colonia da cui governavano la riva sinistra del Reno nella zona nota come Germania Secunda. Si sparsero anche in tutta la Belgica Secunda arrivando a sud fino alla Mosella, senza però conquistare la città di Treviri.
I Ripuari appaiono nella storia scritta durante la prima metà del VII secolo, quando ricevettero la legge Ripuaria (Lex Ripuaria) dai propri dominatori, i Franchi Salii.

## Religione
Le antiche mitologia e religione franche erano pagane e germaniche per natura. Si crede che il loro culto politeistico si sia sviluppato tra i Franchi fino alla conversione di Clodoveo al Cristianesimo, in seguito al quale il paganesimo scomparve lentamente.

## Lingua
La loro lingua, il francone, ha dato origine ai dialetti del medio francone e del basso francone. Ripuario è anche il nome della lingua parlata da questo popolo, conosciuto come uno dei dialetti del ceppo medio francone.